# Inhyang Ri
Inhyang Ri (李 仁香) est une pianiste de nationalité coréenne née dans la préfecture de Gifu, au Japon.

## Carrière
Diplômée de l'Université Musicale de Tōkyō, elle poursuit ses études en France, à l'École Normale de Musique de Paris.
Récompensée lors de nombreux concours, elle remporte notamment le deuxième prix du Premier Concours International de Musique de Gifu. Elle est aussi primée, entre autres, lors du 8e Concours International de Musique d'Osaka, de la troisième édition du Concours Internationale de Musique de Yokohama (Prix Beethoven), ou bien encore lors de la huitième édition du Concours japonais d'Interprétation.
Elle a aussi eu l’occasion de jouer en compagnie du Tokyo New City Orchestra, ainsi que du Chubu Philharmonic Chamber Orchestra.
Après avoir commencé sa carrière comme soliste et accompagnatrice au Japon, elle a décidé de se rendre en France pour se perfectionner.
Dans l'hexagone, elle a obtenu le deuxième prix lors du 54e Grand Concours de Piano Madeleine de Valmalète, et le premier prix du Concours de Piano de Chatou. Elle a eu l’occasion de se produire à la Cité des Arts de Paris.
Durant son apprentissage elle a eu l'honneur de travailler aux côtés de Hitoko Kurasawa, Makoto Nakanishi, Reiko Nakaoki, Dominique Geoffroy, François Chaplin, ainsi que de Devy Erlih et Nicolas Risler pour la musique de chambre. Elle poursuit actuellement sa formation sous la direction de Henri Barda.

## Récompenses
- Concours International de Musique de Gifu (1re édition)
- Concours International de Musique d'Osaka (8e édition)[2]
- Concours International de Musique de Yokohama (3e édition)[3]
- Concours Japonais d'Interprétation (8e édition)
- Grand Concours de Piano Madeleine de Valmalète
- Concours de Piano de Chatou[4]